# Chirocephalus croaticus
Chirocephalus croaticus är en kräftdjursart som beskrevs av Adolphe Adolf Steuer 1899. Chirocephalus croaticus ingår i släktet Chirocephalus och familjen Chirocephalidae. IUCN kategoriserar arten globalt som sårbar. Inga underarter finns listade i Catalogue of Life.

## Bildgalleri

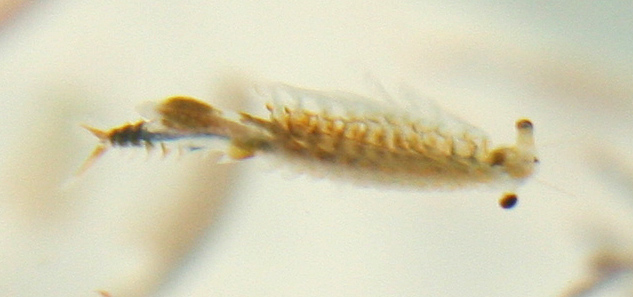